# Chính sách thị thực của Zambia
Du khách đến Zambia phải xin thị thực từ một trong nhữung phái bộ ngoại giao Zambia trừ khi họ đến từ các quốc gia được miễn thị thực hoặc xin thị thực tại cửa khẩu. Du khác có thể lựa chọn thị thực điện tử để thay thế. Tất cả du khách phải sở hữu hộ chiếu có hiệu lực ít nhất 6 tháng. Kể từ tháng 11 năm 2014 Zambia và Zimbabwe cũng cấp thị thực chung.

## Bản đồ chính sách thị thực

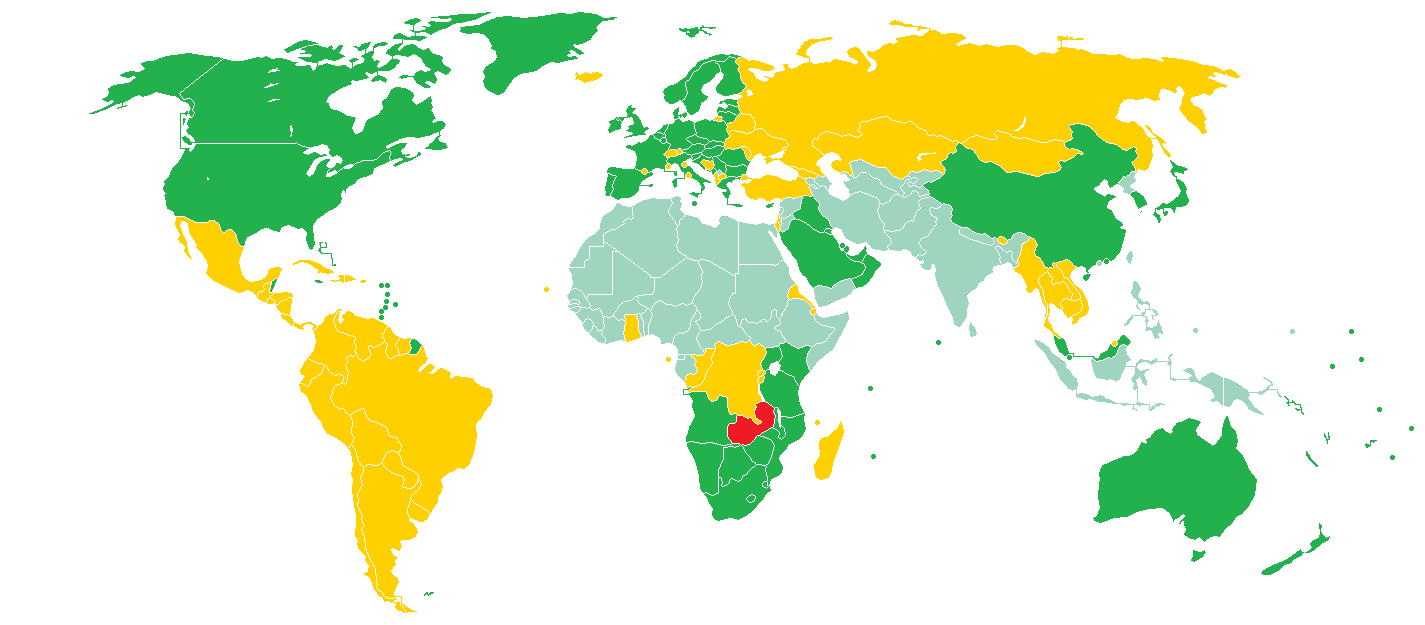
Chính sách thị thực Zambia
Zambia
Miễn thị thực
Thị thực tại cửa khẩu
Thị thực điện tử

## Miễn thị thực
Người sở hữu hộ chiếu được cấp bởi 43 quốc gia và vùng lãnh thổ sau có thể đến Zambia không cần thị thực lên đến 90 ngày mỗi năm nếu là khách du lịch và 30 ngày nếu là công tác:
| - Antigua và Barbuda - Bahamas - Barbados - Belize - Botswana - Cyprus - Dominica - Fiji - Grenada - Hồng Kông - Ireland - Jamaica - Kenya - Kiribati - Lesotho | - Malawi - Malaysia - Maldives - Malta - Quần đảo Marshall - Mauritius - Montenegro - Mozambique - Namibia - Nauru - Romania - Saint Kitts và Nevis - Saint Lucia - Saint Vincent và Grenadines - Samoa | - Serbia - Seychelles - Singapore - Quần đảo Solomon - Nam Phi - Swaziland - Tanzania - Tonga - Trinidad và Tobago - Tuvalu - Uganda - Vanuatu - Zimbabwe |  |

Ngoài ra, miễn thị thực với người sở hữu hộ chiếu được cấp bởi các vùng lãnh thổ sau:
| Người sở hữu hộ chiếu Anh: Công dân Lãnh thổ hải ngoại thuộc Anh: - Anguilla - Bermuda - Quần đảo Virgin thuộc Anh - Quần đảo Cayman - Quần đảo Falkland - Gibraltar - Montserrat - Saint Helena, Ascension và Tristan da Cunha - Quần đảo Turks và Caicos Công dân Anh: - Đảo Man - Guernsey - Jersey Người sở hữu hộ chiếu New Zealand: - Công dân Quần đảo Cook - Cư dân Niue - Cư dân Tokelau Công dân sở hữu hộ chiếu Úc: - Cư dân Đảo Norfolk |

Tháng 3 năm 2015 Zambia quyết định bãi bỏ thị thực với công dân của các quốc gia COMESA.
Zambia và  Angola đã ký thỏa thuận miễn thị thực song phương.

## Thị thực tại cửa khẩu
Công dân của 95 quốc gia và vùng lãnh thổ sau có thể xin thị thực tại cửa khẩu ở lại lên đến 90 ngày nếu là du lịch và 30 ngày nếu là công tác:
| - công dân Liên minh Châu Âu (trừ Síp, Ireland, Malta, Romania) \| - Albania - Andorra - Angola - Argentina - Úc - Belarus - Bhutan - Bolivia - Bosna và Hercegovina - Brazil - Brunei - Burundi - Campuchia - Canada - Cape Verde - Chile - Colombia - Comoros - Congo - DR Congo - Costa Rica - Cuba - Djibouti - Cộng hòa Dominica \| - Ecuador - Eritrea - Gruzia - El Salvador - Ghana - Guatemala - Guyana - Haiti - Honduras - Israel - Nhật Bản - Kazakhstan - Lào - Liechtenstein - Macedonia - Madagascar - Mexico - Micronesia - Moldova - Monaco - Mông Cổ - Myanmar - Nauru - New Zealand \| - Nicaragua - Na Uy - Panama - Paraguay - Peru - Nga - Rwanda - San Marino - São Tomé và Príncipe - Hàn Quốc - Saint Lucia - Suriname - Thụy Sĩ - Thái Lan - Thổ Nhĩ Kỳ - Các Tiểu vương quốc Ả Rập Thống nhất - Ukraina - Hoa Kỳ - Uruguay - Tây Sahara - Venezuela - Việt Nam \| \| | | |  |
| - Albania - Andorra - Angola - Argentina - Úc - Belarus - Bhutan - Bolivia - Bosna và Hercegovina - Brazil - Brunei - Burundi - Campuchia - Canada - Cape Verde - Chile - Colombia - Comoros - Congo - DR Congo - Costa Rica - Cuba - Djibouti - Cộng hòa Dominica | - Ecuador - Eritrea - Gruzia - El Salvador - Ghana - Guatemala - Guyana - Haiti - Honduras - Israel - Nhật Bản - Kazakhstan - Lào - Liechtenstein - Macedonia - Madagascar - Mexico - Micronesia - Moldova - Monaco - Mông Cổ - Myanmar - Nauru - New Zealand | - Nicaragua - Na Uy - Panama - Paraguay - Peru - Nga - Rwanda - San Marino - São Tomé và Príncipe - Hàn Quốc - Saint Lucia - Suriname - Thụy Sĩ - Thái Lan - Thổ Nhĩ Kỳ - Các Tiểu vương quốc Ả Rập Thống nhất - Ukraina - Hoa Kỳ - Uruguay - Tây Sahara - Venezuela - Việt Nam |  |

Người sở hữu hộ chiếu ngoại giao và công vụ của bất cứ quốc gia nào đều có thể xin thị thực tại cửa khẩu.

## Thị thực điện tử
Zambia đưa ra hệ thống thị thực điện tử cuối năm 2014. Nó là một cách thay thế thị thực xin tại phái bộ ngoại giao hoặc thị thực tại cửa khẩu. Người sở hữu thị thực có thể ở lại Zambia 90 ngày một năm kể từ ngày nhập cảnh Zambia. Đối với công dân có thể xin thị thực tại cửa khẩu, thị thực điện tử cần 3 ngày làm việc để xử lý và đối với công dân phải xin từ trước là 5 ngày làm việc để xử lý.
Chính sách thị thực của Zambia có một số điểm tương đồng với các nước láng giềng như Zimbabwe và Namibia, khi cũng áp dụng chính sách miễn thị thực cho một số nước và chương trình thị thực điện tử (eVisa).

## Thống kê du khách
Hầu hết du khách đến Zambia đều đến từ các quốc gia sau:
| Quốc gia               | 2015    | 2014    | 2013    |
| ---------------------- | ------- | ------- | ------- |
| Zimbabwe               | 225.527 | 208.962 | 191.048 |
| Tanzania               | 166.833 | 219.215 | 184.187 |
| Cộng hòa Dân chủ Congo | 96.201  | 89.796  | —       |
| Nam Phi                | 94.030  | 98.216  | 87.048  |
| Hoa Kỳ                 | 38.496  | 32.625  | 31.826  |
| Vương quốc Anh         | 36.997  | 31.280  | 32.309  |
| Malawi                 | 31.539  | 29.579  | —       |
| Ấn Độ                  | 25.517  | 21.117  | 17.136  |
| Namibia                | 22.311  | 16.742  | —       |
| Trung Quốc             | 20.648  | 30.831  | 27.603  |
| Tổng                   | 931.782 | 946.969 | 914.576 |